# Клиса (Зворник)
Клиса је насељено мјесто у општини Зворник, Република Српска, БиХ. Према попису становништва из 1991. у насељу је живјело 617 становника.

## Становништво
Према попису становништва из 1991. године, мјесто је имало 617 становника. Сви становници су били Муслимани.
| Демографија | Демографија | Демографија |
| Година      | Становника  | Становника  |
| ----------- | ----------- | ----------- |
| 1948.       | 369         |             |
| 1953.       | 399         |             |
| 1961.       | 434         |             |
| 1971.       | 453         |             |
| 1981.       | 490         |             |
| 1991.       | 615         |             |